# Die Schweiz im Mittelalter
Der Artikel die Schweiz im Mittelalter behandelt die Geschichte des Gebiets der heutigen Schweiz von der Spätantike bis zum beginnenden Spätmittelalter, genauer bis zur Gründung der Alten Eidgenossenschaft im Jahre 1291 bzw. 1315.

## Das Gebiet der Schweiz in der Spätantike
Um das Jahr 200 nach Christus stand die Herrschaft des Römischen Reiches in der heutigen Schweiz auf ihrem Höhepunkt. Bedeutende Städte mit großen Theatern und Bädern, zahllose ländliche Gutshöfe (villae rusticae), bedeutende Militärstandorte und ein gut ausgebautes Straßennetz prägten das Land. Doch im Laufe des dritten Jahrhunderts begann ein wirtschaftlicher Niedergang, der von Plünderungszügen germanischer Gruppierungen verstärkt wurde. Um das Jahr 260 gab Rom das sogenannte Dekumatland auf, vermutlich um die Grenzkontrolle durch den Rückzug auf den Donau-Iller-Rhein-Limes zu vereinfachen. Mit diesem sogenannten Limesfall verschob sich die Reichsgrenze vom Nordosten des heutigen Baden-Württembergs an den Rhein, also näherungsweise an die heutige Schweizer Grenze.
Von der damaligen «Reichskrise» erholte sich die römische Herrschaft nie wieder ganz. So wurden im Laufe des 3. Jahrhunderts etwa drei Viertel der römischen Gutshöfe (villae) im Schweizer Mittelland aufgegeben. Ein Teil der romanischen Bevölkerung wanderte in die Alpentäler oder direkt nach Italien ab, um sich vor den wiederholten Raubzügen germanischer Gruppen in Sicherheit zu bringen. Die Bevölkerungsdichte nahm bedeutend ab. Das vierte Jahrhundert war von anhaltendem Druck der Germanen auf die Grenzen geprägt. Einen inneren Umbruch brachte die Christianisierung des Landes. Bald nach der letzten schweren Christenverfolgung unter Diokletian (um 300 n. Chr.), die auch in der Schweiz Spuren hinterlassen hat, wurde der christliche Glaube im Jahre 313 offiziell zugelassen und breitete sich danach rasch aus. Ab dem Jahr 391 war das Christentum Staatsreligion und damit auch die heutige Schweiz vermutlich nahezu vollständig christianisiert.

## Die Völkerwanderung: Alamannen, Burgunden und Romanen
In den Jahren 401 bis etwa 406 wurden größere Teile des römischen Militärs vom Donau-Iller-Rhein-Limes abgezogen, aus Geldmangel und weil sie anderswo dringender benötigt wurden. Endgültig brach die Rheingrenze aber wohl erst nach dem Tode Attilas (453) und dem Zusammenbruch des Hunnenreiches im Jahre 454 zusammen, was einen tiefgreifenden politischen, gesellschaftlichen und kulturellen Umbruch zur Folge hatte. Überdauert hat im Raum der heutigen Schweiz jedenfalls das antike Strassennetz, das die geopolitische Einheit der heutigen Eidgenossenschaft massgeblich mitprägte, sowie Teile der alten römischen Verwaltungsgliederung, die in der kirchlichen Organisation der frühen Bistümer in der Schweiz überdauerte. Im 5. Jahrhundert begann von Norden her die alamannische Besiedlung der heutigen Schweiz. Im Mittelland verblieben bis ins 7. Jahrhundert nur wenige romanische Sprachinseln, meist im Bereich der ehemaligen römischen Kastelle. Bedeutende Teile der Ostschweiz blieben dagegen bis ins frühe Mittelalter romanischsprachig.
Politisch wurde das Land in der Zeit der Völkerwanderung und danach durch die germanischen Stämme der Burgunder (im Westen) und der Alamannen (Norden und im Zentrum) geprägt, wobei die Alamannen dichter siedelten und ihre Sprache durchsetzten, während die Burgunder relativ bald von der romanischen Mehrheitsbevölkerung assimiliert wurden. Ziemlich viele Ortsnamen mit germanischer Etymologie belegen noch die einstige Präsenz der ostgermanischen Burgunder in der heute frankophonen Westschweiz.
Die Burgunder waren gegen Ende des 4. Jahrhunderts bis an den Mittelrhein vorgedrungen. Auch wegen ihrer zeitweiligen Gegnerschaft zu anderen germanischen Stämmen, darunter den Alamannen, wurden sie von den Römern zunächst als Foederaten im Römischen Reich angesiedelt. Nur wenige Jahrzehnte später änderte sich das Kalkül Roms und im Jahr 436 wurde das Burgundische Reich im Rheinland mit der im Nibelungenlied erwähnten, aber historisch nicht gesicherten Hauptstadt Worms im Auftrag des römischen Heermeisters Aetius von hunnischen Hilfstruppen zerstört. Der Umfang der Verluste ist unbekannt, gegen eine schwere Dezimierung spricht, dass die Burgunder wenige Jahre später im östlichen Frankreich (Savoyen, Dauphiné, Burgund) sowie um Genf und am Nordufer des Genfersees bis nach Lausanne angesiedelt wurden, also in einem Gebiet, das weit größer war als ihr vormaliges Reich am Mittelrhein. Dort vermischten sie sich mit der ansässigen Bevölkerung und wurden rasch von der kelto-romanischen Bevölkerungsmehrheit assimiliert. Befördert wurde der Prozess dadurch, dass die Burgunder früher als die Alamannen christianisiert worden waren (die Einzelheiten dazu liegen im Dunkeln), was Eheschliessungen mit Romanen vereinfachte.
Noch im 5. Jahrhundert bildete sich in einem Großteil der genannten Gebiete ein neues Reich der Burgunder, das sich bis 470 entlang der Rhone über Lyon bis zur Durance in der Provence ausdehnte. Diese Politik entsprach dem gallorömischen Adel des Burgundenreichs. Zwischen den Jahren 507 und 516 erstreckte sich dieses Reich unter Gundobad vorübergehend auch auf fast die gesamte heutige Deutschschweiz (einschliesslich der Ostschweiz) Nach dem Aufstieg der Reiche der Franken und der Ostgoten konnten sich die Burgunder jedoch nicht länger halten und ihr Reich wurde im Jahr 534 ins fränkische Merowingerreich eingegliedert. Auch die alamannischen Teile der Schweiz kamen ab 537 unter fränkische Oberhoheit.
Im späten 6. Jahrhundert drangen in die südalpinen Täler (westgermanische) Langobarden ein, die in der Folge aber ebenfalls romanisiert wurden. Im 7. Jahrhundert erreichte die alamannische Landnahme die Zentralalpen. Ende des 8. Jahrhunderts erreichte das Alamannische den Bielersee und das Saanetal. Erst im 11. Jahrhundert begann die stärkere Germanisierung in Rätien und die alemannische Besiedlung des oberen Wallis.

## Die heutige Schweiz im frühen Mittelalter
Im frühen Mittelalter war der größere Teil der heutigen Schweiz Teil des damaligen («alten», bis 746 n. Chr. bestehenden) Stammesherzogtums Schwaben. Seine Geschichte ist nur lückenhaft überliefert, es sind noch nicht einmal die Namen aller Herzöge sicher bekannt. Erst recht unsicher sind die genauen Regierungsjahre und Sitze dieser Regenten. Der Westen der Schweiz hingegen gehörte zu Burgund. Zu den beiden langjährigen Konstanten der Geschichte der heutigen Schweiz in der Völkerwanderungszeit und im frühen Mittelalter gehörte zum einen die fränkisch-alemannische Auseinandersetzung um die Oberherrschaft im alemannischen Gebiet und zum anderen der territoriale Konflikt zwischen den alemannischen Herzögen mit Burgund um Gebiete in der heutigen Zentralschweiz, insbesondere um den Aargau (das heutige Kanton des Namens umfasst nur den nördlichen Teil dieses Gebietes).
Im frühen Mittelalter war ein deutlich größerer Teil der Schweiz als heute dicht bewaldet. Im Zuge des mittelalterlichen Landesausbau wurde die Bewaldung wieder reduziert, ein Prozess, der sich bis ins Hochmittelalter hinzog und von anhaltender Bevölkerungszunahme begleitet war. Noch heute zeugen zahllose Flurnamen wie Rüti, Schwand oder Schwendi von diesen Rodungen.

### Christianisierung der Alamannen und Burgunden

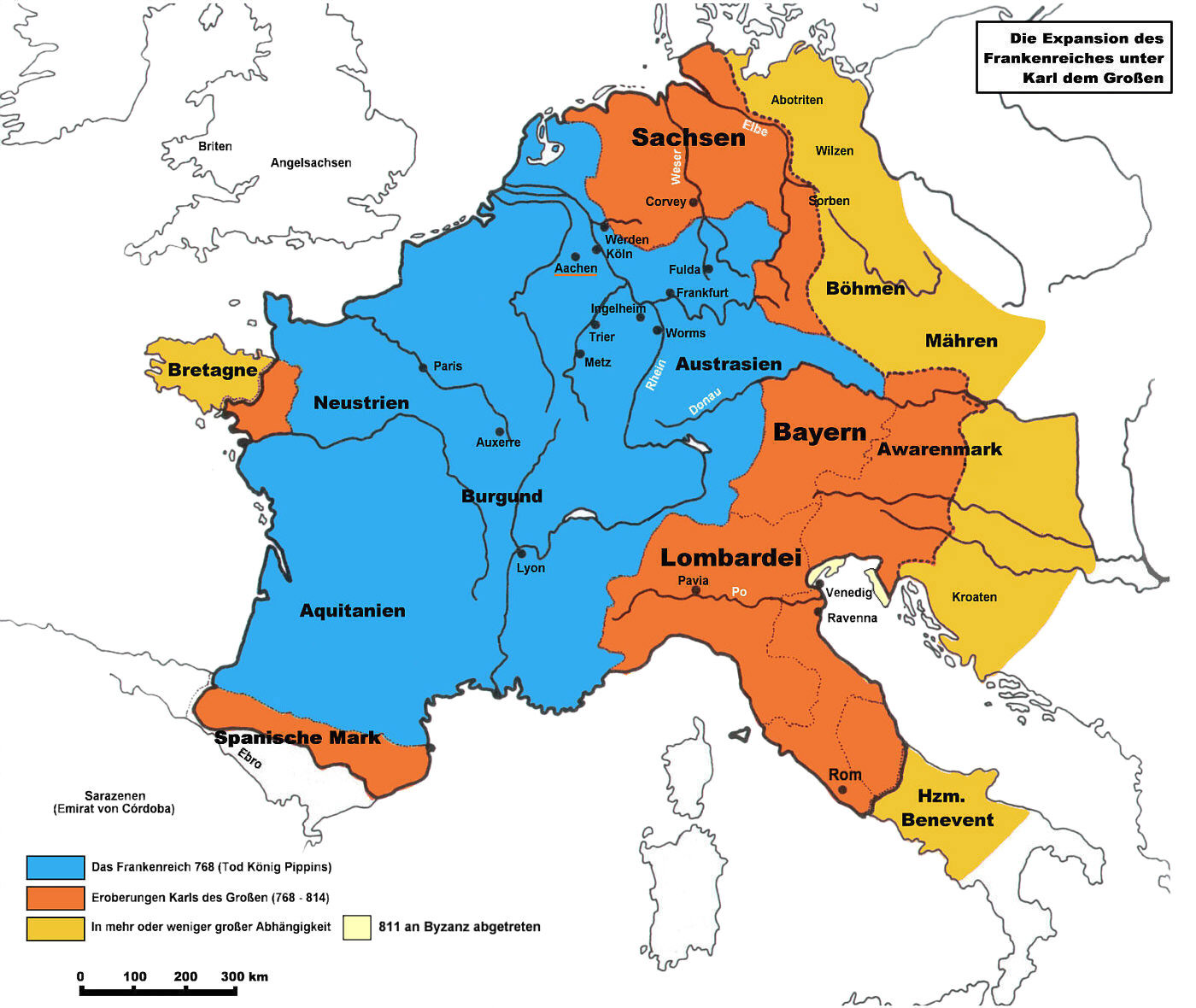
Das Frankenreich beim Tode Pippins 768 und die Eroberungen Karls des Grossen

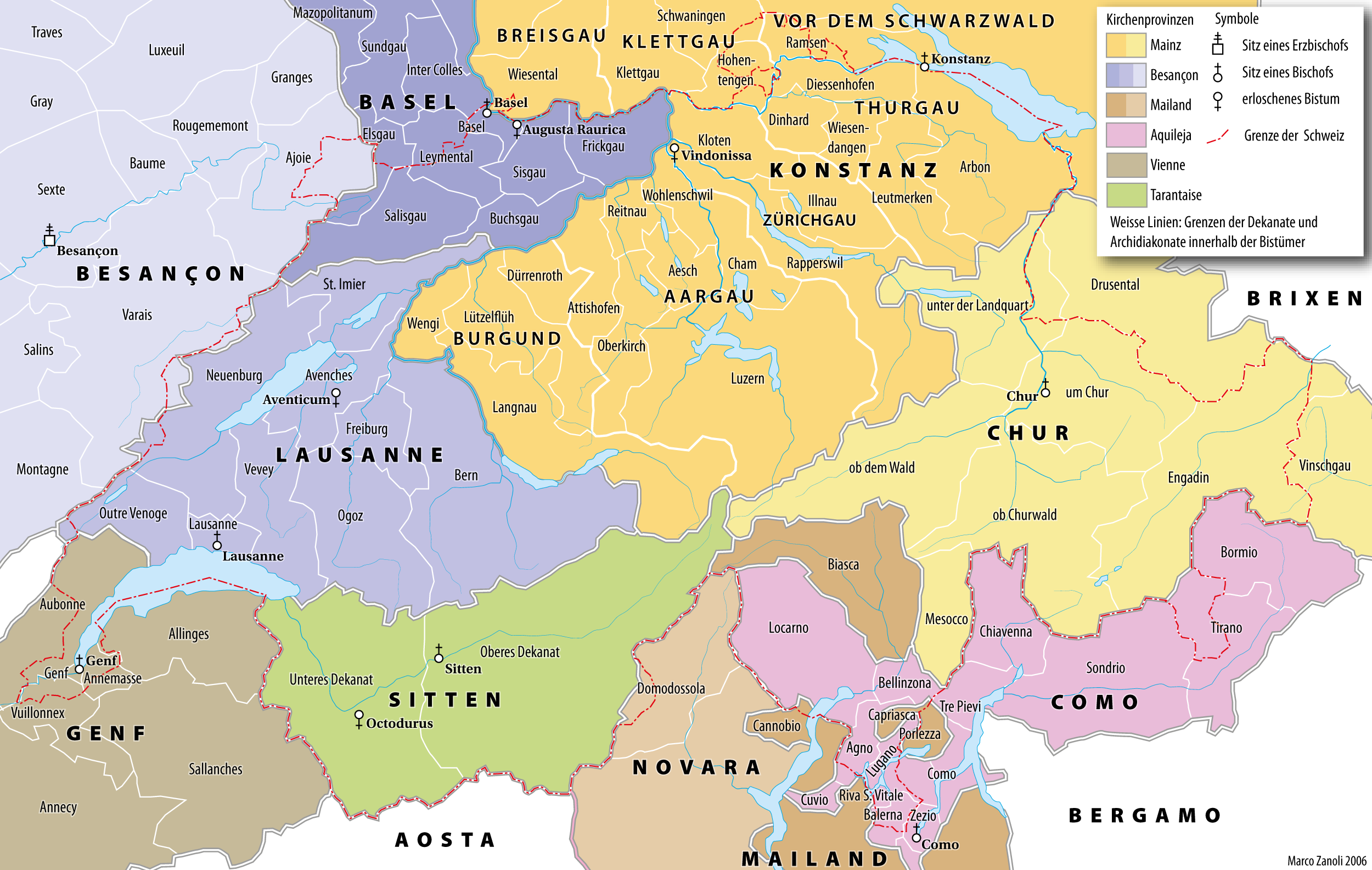
Die kirchlichen Strukturen in der Schweiz um 1300. Abgesehen von der Übertragung des Bistums Chur vom Erzbistum Mailand an das Erzbistum Mainz blieben die kirchlichen Grenzen zwischen Frühmittelalter und Französischer Revolution praktisch unverändert

Die Bischofssitze aus der Spätantike blieben im Frühmittelalter im Prinzip erhalten, insbesondere in den romanischen Gebieten der heutigen Schweiz, nämlich in Curia Raetorum (Chur) im Kanton Graubünden und in Genf. Die anderen Bistümer bestanden zwar ebenfalls fort, änderten aber in der zweiten Hälfte des 6. Jahrhunderts überwiegend aus politischen Gründen ihren Sitz. So wurde der Bischofssitz von Martigny im Wallis nach Sitten verlegt, als 574 die Langobarden über den Grossen St. Bernhard hereinbrachen. Die Verlegungen der Bischofssitze von Avenches nach Lausanne und von Augst ins Rheinknie nach Basel sind erkennbar eine Reaktion auf Vorstöße der damals noch überwiegend heidnischen Alamannen. Um 585/590 wurde umgekehrt von einem alamannischen Herzog unter fränkischer Mitwirkung der Sitz des alten Bistums Windisch (Vindonissa) etwas nach Norden, nach Konstanz am Bodensee verlegt.
Die Grenzen der Bistümer Basel, Konstanz (zuvor Windisch) und Chur folgten aber auch danach noch weitgehend den alten römischen Provinzgrenzen. Dies gilt als Hinweis dafür, dass die christlichen Strukturen auch im Norden und Osten der Schweiz in den Umbrüchen der Völkerwanderungszeit nicht ganz kollabiert sind. Die Zugehörigkeit der Bistümer zu den übergeordneten Erzbistümern bzw. Kirchenprovinzen entschieden im Frühmittelalter die Machthaber mit, aber auch hier kam es kaum zu Abweichungen gegenüber den römischen Raumeinteilungen: Die im burgundischen Machtbereich gelegenen Bischofssitze Basel, Lausanne, Genf und Sitten blieben den Erzbistümern Besançon, Vienne und Tarentaise unterstellt, das alamannische «Nationalbistum» Konstanz gehörte zum Erzbistum Mainz, dem später auch das Bistum Chur unterstellt wurde, das unter ostgotischem Einfluss noch Mailand unterstanden hatte. Die italienischsprachigen Teile der heutigen Schweiz waren im Einflussbereich der lombardischen Bischofssitze Mailand und Como geblieben, wobei ersterer selber den Rang eines Erzbistums innehatte, letzterer zum Patriarchats Aquileia gehörte.
Die volle Christianisierung auch der Nord- und Ostschweiz geschah erst unter Einfluss der Franken. 534 wurde die burgundische Westschweiz, 536 Alamannien ein Teil des damals starken Frankenreiches. Besonders das iro-schottische Mönchtum trieb wenig später, ab dem späten 6. Jahrhundert die Mission voran. Im 7. Jahrhundert wurden ausserdem im Jura mehrere Klöster gegründet, wie in Moutier-Grandval, Saint-Imier, Romainmôtier und möglicherweise auch in Saint-Ursanne. Im alamannischen Teil der Schweiz wurden die Missionsaktivitäten Columbans oder Gallus’ begleitet von der Förderung des Christentums durch die fränkische Oberschicht und durch das Bistum Chur.

### Politische Strukturen auf dem Boden der heutigen Schweiz im Frühmittelalter

Die Teilung des Fränkischen Reiches im Vertrag von Verdun 843

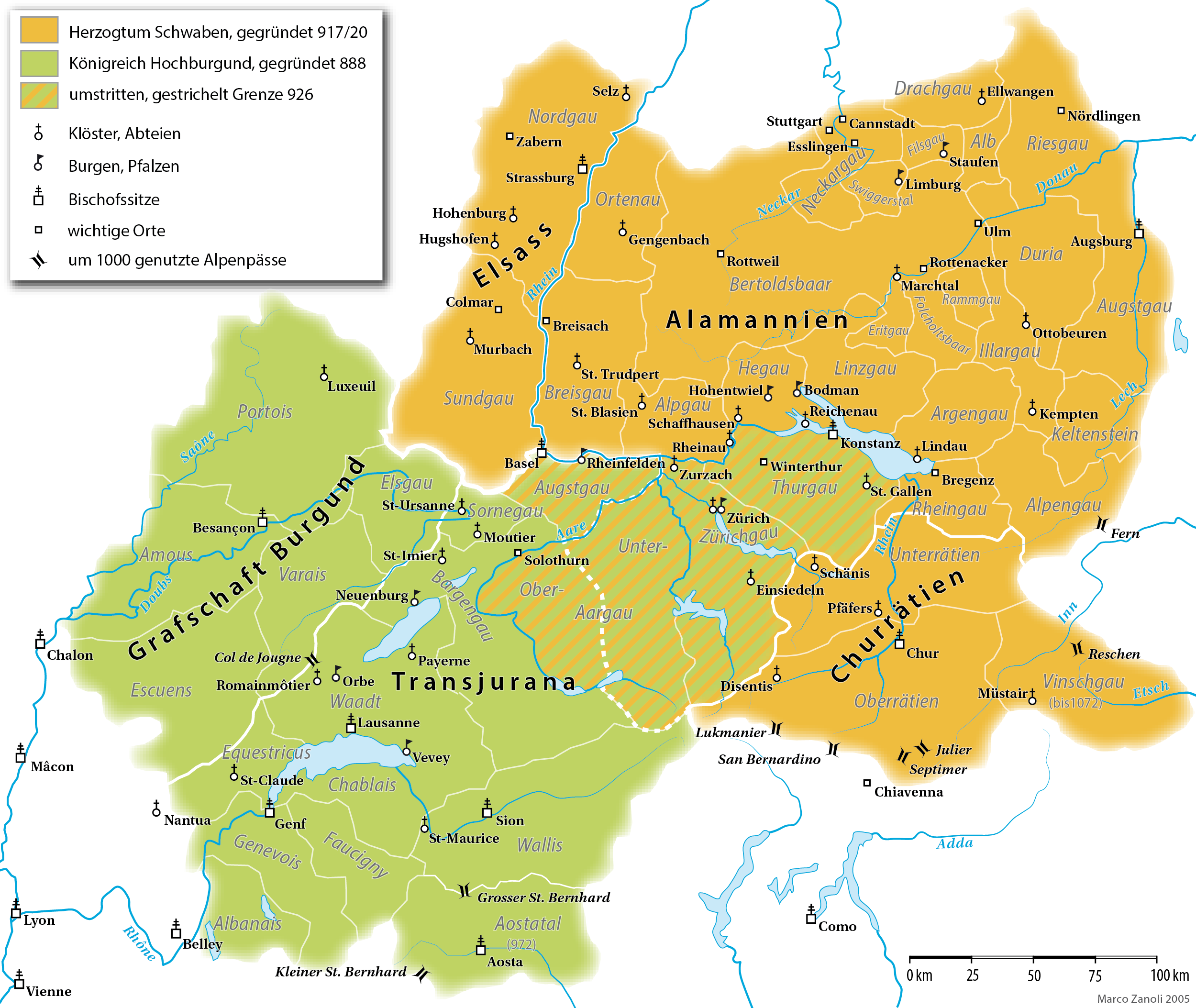
Karte Alamanniens und Hochburgunds um das Jahr 1000

Bei der Teilung des Frankenreiches im Vertrag von Verdun (843) kam das Gebiet der Westschweiz zu Lotharingien, die Ostschweiz zum Ostfrankenreich. Die Königspfalz Zürich wurde von den Karolingern häufiger besucht. Ludwig der Deutsche gründete dort für seine Töchter das Kloster Fraumünster, das zu einem der reichsten Grundbesitzer in der Zentral- und Ostschweiz wurde.
Nach 888 bildete sich in der Westschweiz das unabhängige Königreich Hochburgund, das seine Zentren in Payerne und Saint-Maurice hatte. Alamannien blieb hingegen als Stammesherzogtum Schwaben im späteren Heiligen Römischen Reich deutscher Nation integriert.
Um 926 fielen ungarische Truppen in die Ostschweiz ein und zerstörten unter anderem das Kloster St. Gallen. Die Ungarngefahr wurde erst 955 durch den deutschen König Otto auf dem Lechfeld gebannt. Praktisch zur gleichen Zeit tauchten in den 920er Jahren die aus dem südfranzösischen Fraxinetum (Provence) vorstossenden Sarazenen, ein ursprünglich im Nordwesten der arabischen Halbinsel siedelnder Volksstamm, auf und plünderten und zerstörten in den folgenden Jahren das Wallis und Teile Graubündens. Höhepunkt ihrer Aktivität waren die Plünderungen des Klosters Saint-Maurice und – möglicherweise im selben Jahr – der Überfall auf den Bischofssitz in Chur. Zeitweise standen gewisse Alpenübergänge, u. a. der Grosse St. Bernhard, unter ihrer Kontrolle. Ihre Vertreibung aus Fraxinetum und aus ihren alpinen Rückzugsgebieten erfolgte 972/973. Siedlungsspuren der Araber in den Schweizer Alpen sind bis heute nicht nachgewiesen.

### Die Entstehung der Sprachregionen
(→Sprachen in der Schweiz)

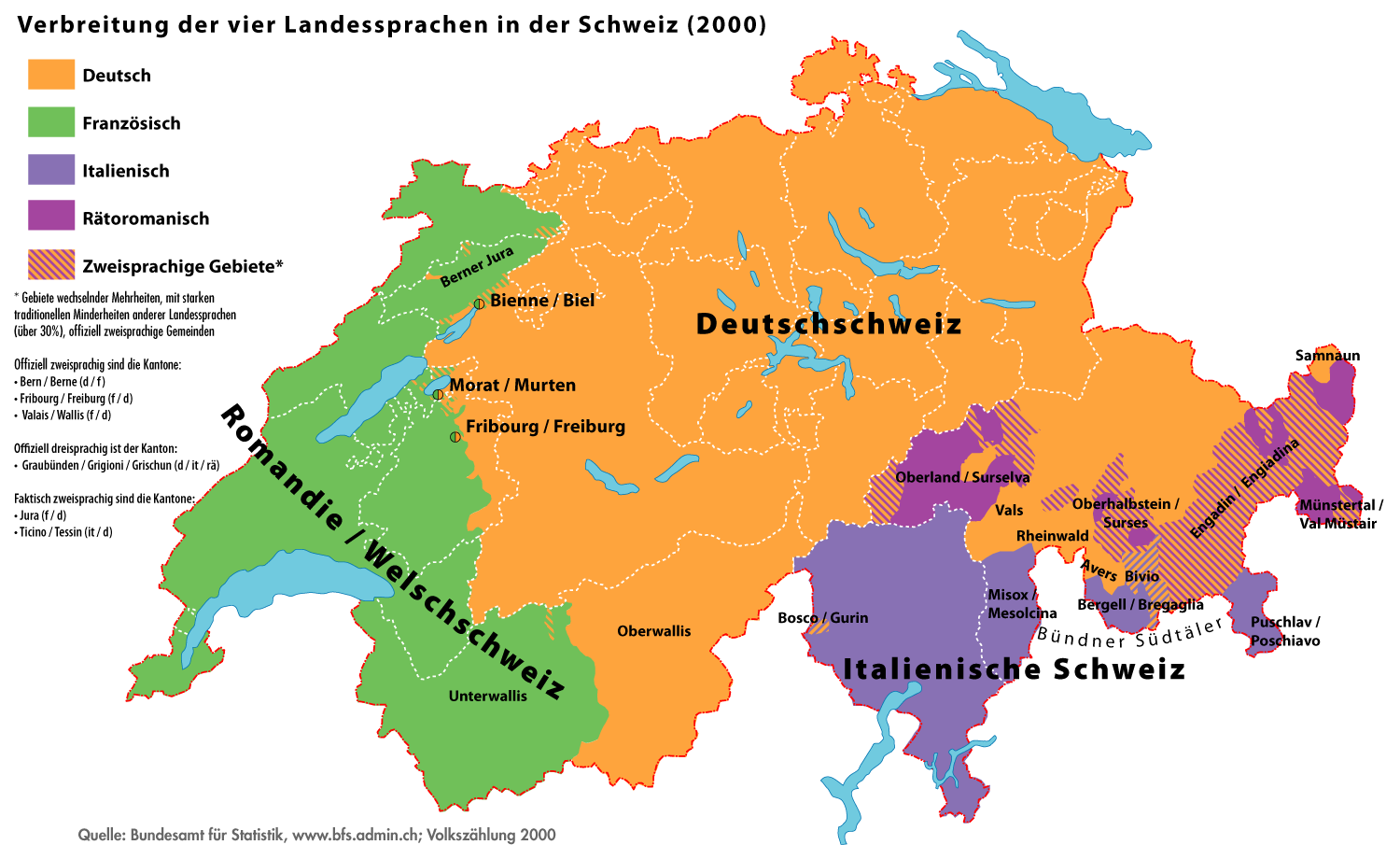
Verbreitung der Landessprachen in der Schweiz (2000)

Gegen Ende der Völkerwanderungszeit (spätes 6. Jahrhundert) gab es noch viele Überschneidungen der romanischen und germanischen Siedlungsräume in der heutigen Schweiz, erst allmählich bildeten sich die Sprachgrenzen heraus. Beispielsweise war das Waadtland für lange Zeit eine gemischtsprachige Siedlungszone, wenn auch mit deutlicher romanischer Mehrheit. Die Ortsnamen mit der Endung -ingen in Form von -ens oder -ence reichen bis an das Nordufer des Genfersees. In der Westschweiz sind diese Ortsnamen überwiegend ostgermanisch-burgundischer Herkunft, in den anderen Landesteilen dagegen fast immer westgermanisch-alamannischer Herkunft.
Ab dem frühen Mittelalter wurden die Minderheiten in den jeweiligen Sprachgebieten nach und nach assimiliert, so dass sich die – im Prinzip bis heute bestehenden – Sprachgrenzen herausbildeten. Dabei vergrößerte sich das deutschsprachige Gebiet überall in der heutigen Schweiz noch recht lange. So verlief im 7. Jahrhundert die germanisch-romanische Sprachgrenze noch etwas östlich von Solothurn, heute etwa 30 Kilometer westlich davon. Dass die Herausbildung klarer Sprachgrenzen im 8. Jahrhundert noch nicht abgeschlossen war, zeigen die häufigen Walen-Ortsnamen aus dieser Zeit. Diese deutsche Ortsbezeichnung zeigt an, wo damals «Walchen»/«Welsche», also Romanen, wohnten, zum Beispiel Walensee, Walenstadt, sie belegen also oft (soweit sie nicht an der damaligen Sprachgrenze liegen) damals noch romanischsprachige Orte in mehrheitlich deutschsprachigen Gebieten.
In den Alpenregionen der heutigen Schweiz hielt sich das Romanische viel besser als im Schweizer Mittelland. Es war noch im 10. Jahrhundert in der Gegend um Einsiedeln, im Rheintal, in Uri und im heutigen Kanton Glarus die vorherrschende Sprache. Der eigentliche Landesausbau der alamannischen Siedler im Oberen Wallis erfolgte erst im 11. Jahrhundert. Erst im Spätmittelalter setzte sich durch die Wanderungen der Walser in den Alpen da und dort die deutsche Sprache durch – vor allem in Gegenden, die weniger gute Verkehrsverbindungen nach Norditalien hatten. In Churrätien überdauerten die römischen Strukturen aufgrund kirchenpolitischer Bedingungen am längsten. Die dortige Bevölkerung entwickelte ihre Sprache weiter zum modernen Rätoromanischen. Bis heute wird diese Sprache jedoch vom Schweizerdeutschen immer weiter verdrängt.

## Hochmittelalter

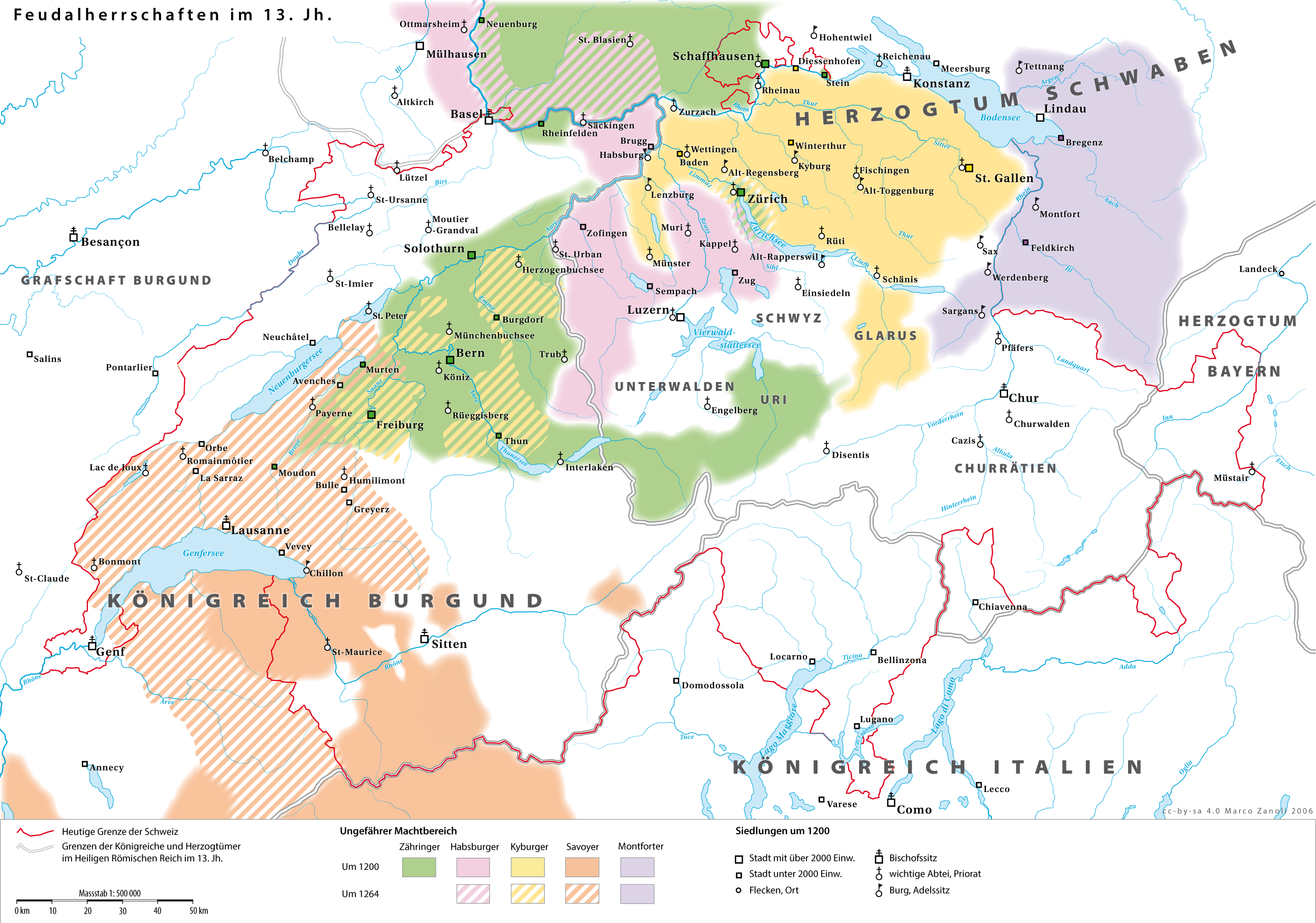
Die Feudalherrschaften der Zähringer, Habsburger, Kyburger und Savoyer in der Schweiz um 1200

Verkehrs- und Handelsströme in der Schweiz im Mittelalter

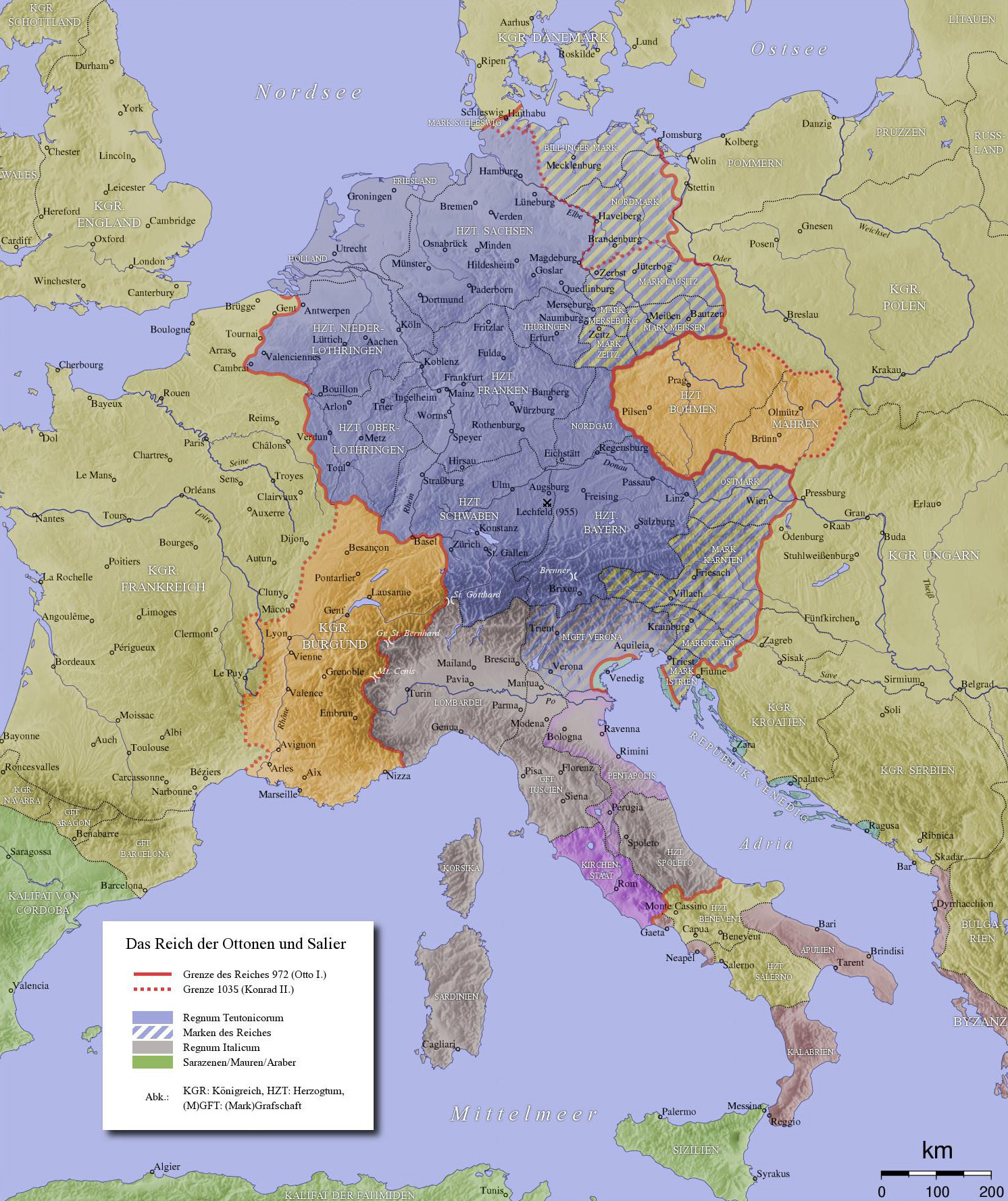
Das Reich der Ottonen und Salier im 10. Jahrhundert

Während des Hochmittelalters war die gesamte heutige Schweiz Teil des Heiligen Römischen Reiches. 951 kam das Königreich Italien, 1033 das Königreich Burgund zum Reich der ostfränkisch-deutschen Kaiserdynastie der Ottonen und später der Salier. Die dortigen Alpenpässe waren von strategischer Bedeutung für die Kaiser, da ihre Kriegszüge nach Italien meist durch das Gebiet der späteren Schweiz führten. Entlang der wichtigen Handelswege besassen die Kaiser deshalb Grundbesitz, sogenanntes Reichsgut, oder sie gründeten Klöster und Pfalzen, um die Wege zu sichern, zum Beispiel in Zürich. Die Pfalz in Zürich ist die einzige gesicherte Königspfalz in der heutigen Schweiz, sie geht zumindest auf die karolingische Zeit zurück. Königshöfe, die dem Herrscher gewöhnlich nur zu kurzen Aufenthalten während seiner Reisen dienten, gab es dagegen mehrere. Einer davon, dessen Existenz zuvor nur aus Urkunden bekannt war, wurde im Jahre 2010 archäologisch entdeckt, der Königshof von Zizers im Rheintal zehn Kilometer nördlich von Chur.
Verschiedene Adelsgeschlechter übten als Lehensträger des Reiches das Grafenamt im Gebiet der heutigen Schweiz aus. Am bekanntesten sind die Geschlechter der Zähringer, der Kyburger und der Lenzburger, die im Aargau, im Zürichgau und im Thurgau begütert waren. Sie kämpften um Ämter, Grundbesitz und Einfluss im ganzen süddeutschen Raum. Zur Besiedlung ihres Grundbesitzes und zur militärischen Sicherung gründeten die lokalen Adelsgeschlechter ab dem 12. Jahrhundert im ganzen Mittelland zahlreiche Städte, die sich allerdings nicht alle erfolgreich entwickelten. Dies hing wesentlich von der Lage der Stadt aber auch vom Einfluss des Stadtgründers ab. So entwickelten sich die zähringischen Städte Bern und Freiburg sehr gut, während das von den Regensbergern gegründete Glanzenberg bei Zürich um 1300 zur Wüstung wurde.

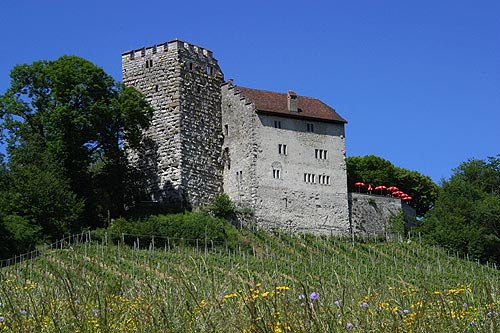
Die Habsburg bei Brugg

Durch das Aussterben einiger lokaler Grafengeschlechter im 13. Jahrhundert konzentrierte sich der Grundbesitz des Hochadels stark. Am meisten profitierten die Habsburger. Ihr Stammschloss, die Habsburg, liegt in der Nähe des aargauischen Städtchens Brugg. Die ursprünglich nur im Elsass und im Aargau begüterten Grafen von Habsburg erbten durch geschickte Heiratspolitik ausgedehnte Ländereien der Zähringer, Lenzburger und Kyburger in der Zentral-, West- und Ostschweiz. Daneben stiegen neue Adelsgeschlechter in den Grafenstand auf, etwa die Toggenburger in der Ostschweiz und die Saxer in Graubünden. Neben dem Adel war weiterhin die Kirche der grösste Grundherr in der heutigen Schweiz. Insbesondere die Klöster St. Gallen, Einsiedeln, Pfäfers und Disentis entwickelten sich zu regelrechten Gebietskörperschaften. Die Bischöfe von Sitten, Lausanne, Genf, Basel, Konstanz und Chur besassen seit dem Frühmittelalter landesherrliche Rechte in ihren Diözesen und bauten diese im Hochmittelalter ebenfalls zu mehr oder weniger eigenständigen «Fürstbistümern» aus.
Das Verschwinden starker Adelsgeschlechter sowie die Auseinandersetzungen zwischen Kaiser und Papst begünstigten im 13. Jahrhundert die Verselbständigung der wichtigeren Städte und Talschaften der späteren Schweiz. 1218 wurden Zürich, Bern, Freiburg und Schaffhausen nach dem Aussterben der Zähringer zu «Reichsstädten»; Uri (1231) und Schwyz (1240) erhielten ebenfalls das Privileg der Reichsunmittelbarkeit. Das heisst, diese Städte und Landschaften standen unmittelbar unter dem Kaiser bzw. dem König und waren von der Herrschaftsgewalt der lokalen Grafen ausgenommen. Damit sicherte Kaiser Friedrich II. den Weg über den Gotthard, während er im Krieg mit den lombardischen Städten war, und sicherte sich die Loyalität der Städte im Kampf mit Papst Innozenz IV. Nachdem Friedrich II. 1245 vom Papst gebannt und für abgesetzt erklärt worden war, hielten denn auch Bern, Basel und Zürich zum Kaiser. Das Ende der Dynastie der Staufer und der Beginn des Interregnums im Reich markiert auch für das Gebiet der heutigen Schweiz den Übergang zum Spätmittelalter (→Entstehung und Wachstum der Alten Eidgenossenschaft).